# 斯特羅貝里鎮區 (阿肯色州伊澤德縣)
斯特羅貝里鎮區（英語：Strawberry Township）是位於美國阿肯色州伊澤德縣的一個行政鎮區。

## 地方資料
斯特羅貝里鎮區的面積為61.93平方千米，當中陸地面積為61.90平方千米，而水域面積為0.03平方千米。根據2010年美國人口普查的數據，當地共有人口276人，而人口密度為每平方千米4.46人。